# 神戸野田短期大学
神戸野田短期大学（こうべのだたんきだいがく）は、兵庫県神戸市長田区海運町7-9-1において1965年に設置計画があったものの開学しなかった日本の私立短期大学である。詳細は後述。

## 概要
- 兵庫県神戸市長田区に設置される予定のあった日本の私立短期大学で、その計画元は学校法人神戸野田学園。
- 1964年度において文部省[注釈 2]に短期大学の設置認可の申請を執り行う[注 1]。
- しかし、開学には至らず、その後は再申請もなし[注 2]。

## 設置予定地
- 神戸市長田区海運町7-9-1[注釈 1]

## 設置予定だった学科
- 英語科 入学定員80名[2]